# 友納武人
友納 武人（とものう たけと、1914年（大正3年）9月12日 - 1999年（平成11年）11月15日）は、昭和期の厚生官僚、政治家。元千葉県知事、衆議院議員。広島県広島市出身。

## 来歴・人物
小学校教諭の友納友次郎の四男として生まれる。
府立六中・府立高等学校 (旧制)を卒業。
東京帝国大学法学部政治学科在学中に高等文官試験に合格し、卒業後の1937年4月に内務省に入省。
埼玉県総務部で勤務の後、兵役で大日本帝国陸軍習志野騎兵第15連隊に見習士官として入営し、ノモンハン事件にも参加している。
陸軍中尉で軍役解除後、滋賀県学務課長、岐阜県庶務課長を経て厚生省保険局健康保険課勤務となり、1947年2月に同課課長。保険課長時代には戦後の健康保険再建に尽力して支払基金制度を設置し社会保険を守ったことから、現在の健康保険制度設立の親ともいわれる。
柴田等千葉県知事に招かれて1951年に同県総務部長となり、同年9月に急死した鈴木斗人の後任として副知事に就任。しかし、3期目を迎えた柴田とは確執が生じるようになり、また社会保険をライフワークにしたい思いもあったことから、1959年3月に辞任し、公営企業金融公庫監事や社会保険診療報酬支払基金常務理事などを務めた。
1963年1月にふたたび千葉県に招かれ、柴田を破って千葉県知事に就任した加納久朗のもとで副知事に就任した。翌月、前年11月の知事就任以来精力的に公務を行っていた加納が就任僅か4ヶ月にして急死。友納はその後任を決める知事選挙に出馬して当選し、以降1975年まで3選を果たした。
副知事時代から東京湾を大規模に埋め立てて京葉工業地帯の礎を築き当時は農業県だった千葉県民の大きな雇用を生み出したことや、東京ディズニーリゾートを含む土地開発により千葉県の発展をもたらしたことから、「開発大明神」の異名をとり、「千葉県中興の祖」としての評価が定着している。
その一方で、東京湾埋め立てをめぐる三井不動産社長・江戸英雄との繋がりを始めとした土建業との密接な関係があり、環境破壊に伴う川鉄公害訴訟などの住民からの反発も招いたことから、房総半島の破壊をもたらした人物という批判も根強い。

友納と佐藤栄作の協議を報じる毎日新聞（1966年6月23日付）。成田での新東京国際空港建設が初めて公になった。

千葉県知事就任直後から新東京国際空港（現・成田国際空港）の建設問題が浮上し（後に成田空港問題）、新東京国際空港建設位置変更（現在の成田国際空港がある三里塚地区）にも関与した。土地収用法に基づき、1971年には三里塚闘争のヤマ場となった成田空港予定地の代執行で知事権限を発動した。衆議院議員に転身後の1984年11月27日には、三里塚芝山連合空港反対同盟を支援する中核派に事務所を放火されている。
知事退任後の1976年、旧千葉4区から総選挙に立候補して当選、途中1回の落選を経て4期務めた。福田派→安倍派に属し、1990年に引退。

## エピソード
- 知事在任中の権威・人気を物語るエピソードとして、井上裕が自民党副総裁を務めた川島正次郎よりも友納が選挙の応援に来たほうが喜ばれたと述べている。部下の水産部長が誤解により議会で激しい攻撃を受けているときには下を向いて涙を流していた[11]。
- 新東京国際空港建設地決定に前後して、友納は頻繁に京成電鉄のヘリコプターで富里・酒々井・三里塚周辺を見て回った。帰りの道中、「あれを取り上げるのは無理だよな。絶対ダメだよな」と独り言を言っていた[18]。江口榛一の協力を得て接触するなど[19]、三里塚芝山連合空港反対同盟代表の戸村一作とは対話を模索しており、秘密のホットラインの電話番号も教えていたといわれるが、成田デモ事件で負傷した戸村は態度を硬化し、新左翼勢力と合同した三里塚闘争は過激化することとなった[20][21]。
- 東京ディズニーランドの建設をめぐって、当時オリエンタルランド専務であった高橋政知（のち同社社長）と100万坪（約3.3平方キロメートル）という巨大すぎる埋立地払い下げの請求、及び膨大な埋め立て工事費の委託問題などで度々ぶつかった。

特に工事費の委託問題では、訪ねてきた高橋に友納は 「前例が無いのでお断りする。いやしくも千葉県政の責任は一身知事であるこの友納にある！ 私が委託せんと言ったら、絶対委託せん!!!」と啖呵を切ったが、高橋は「そんなくだらない返事を聞きにきたのではない！」と逆に怒鳴りつけ、友納の顔は真っ青になった。
その後、高橋の上司であった川﨑千春から一席もうけられ、友納と高橋は同じ東京帝大法学部の出身で、同じ時期に同じ教授の講義を受けたことで友納が少し機嫌を直し、一応の和解をみた（最終的には友納が折れた形となり、東京ディズニーランドの建設は進められた）。またこの反動からか、友納を退ける形で次の千葉県知事となった川上紀一と高橋は、盟友として結びつくことになった。
- 1980年の総選挙では217,490票を獲得、これは当時の衆議院選挙史上最高得票であった（その後、第37回衆議院議員総選挙で田中角栄が220,761票を獲得、記録を更新している）。国政では政務次官に推す声もあったが、「大臣に気の毒、気をつかわせては悪い」と固辞した[2]。
- 新東京国際空港（現・成田国際空港）の反対運動（三里塚闘争）を題材にしたフィクション漫画『ぼくの村の話』（尾瀬あきら作）では、「友名」知事として描かれている[23]。
- 本人の意向で、戒名はもらわなかった[7]。

## 親族
国定教科書編纂官などを務めた教育家の友納友次郎は父。
国際航業会長の友納春樹は弟。
チェリストの友納真緒・参議院議員の友納理緒は大姪。

## 栄典
勲二等旭日重光章

## 著書
- 『望雲』千葉日報社、1974年5月。
- 『疾風怒濤 : 県政二十年のあゆみ』社会保険新報社、東京、1981年10月。doi:10.11501/9773996。OCLC 673358043。
- 『続・疾風怒濤』千葉日報社、1984年6月。
- 『健康保険物語 : 制度改革への提言』社会保険新報社、東京、1985年6月。OCLC 15485465。